# Quần đảo Solomon tại Thế vận hội
Quần đảo Solomon tham dự Thế vận hội lần đầu năm 1984, và đã gửi các vận động viên (VĐV) tới thi đấu tại tất cả các kỳ Thế vận hội Mùa hè kể từ đó. Quần đảo Solomon chưa từng tham gia Thế vận hội Mùa đông.
Tới nay, chưa VĐV thi đấu cho Quần đảo Solomon nào từng có huy chương Thế vận hội.
Ủy ban Olympic quốc gia của Quần đảo Solomon được thành lập năm 1983 và được công nhận bởi Ủy ban Olympic Quốc tế cùng năm.

## Bảng huy chương

### Thế vận hội Mùa hè
| Thế vận hội         | Vàng         | Bạc | Đồng | Tổng số |
| Los Angeles 1984    | 0            | 0   | 0    | –       |
| Seoul 1988          | 0            | 0   | 0    | –       |
| Barcelona 1992      | 0            | 0   | 0    | –       |
| Atlanta 1996        | 0            | 0   | 0    | –       |
| Sydney 2000         | 0            | 0   | 0    | –       |
| Athens 2004         | 0            | 0   | 0    | –       |
| Bắc Kinh 2008       | 0            | 0   | 0    | –       |
| Luân Đôn 2012       | 0            | 0   | 0    | –       |
| Rio de Janeiro 2016 | 0            | 0   | 0    | –       |
| Tokyo 2020          | chưa diễn ra |     |      |         |
| Paris 2024          | chưa diễn ra |     |      |         |
| Los Angeles 2028    | chưa diễn ra |     |      |         |
| Tổng số             | 0            | 0   | 0    | 0       |